# Абді Іпекчі
Абді Іпекчі (тур. Abdi İpekçi; 9 серпня 1929, Стамбул — 1 лютого 1979, там же) — турецький журналіст, інтелектуал й активіст з прав людини. Був головним редактором однієї з головних турецьких щоденних газет «Міллієт», яка тоді мала лівоцентристську політичну позицію.

## Біографія
Народився в Стамбулі, Туреччина, в сім'ї заможної видатної еліти. Після здобуття середньої освіти в ліцеї Галатасарай у 1948 році деякий час навчався на юридичному факультеті Стамбульського університету. Розпочав професійну кар'єру як спортивний репортер для газети «Yeni Sabah», а пізніше перейшов до «Yeni İstanbul». 1954 року приєднався до газети «Міллієт» на посаді видавничого менеджера, 1959 року отримав підвищення до головного редактора.
Був прихильником відокремлення релігії від держави, прихильником діалогу та примирення з Грецією, а також прав людини для різних меншин у Туреччині. Іпекчі віддавав перевагу лівим орієнтаціям і групам за межами основної секуляристської, лівоцентристської та кемалістської Республіканської народної партії. Знаний у всьому світі як політично поміркований, він постійно критикував політичний екстремізм, який підживлював насильницьку поляризацію у період до Державного перевороту і Туреччині 1971 року.

## Вбивство
1 лютого 1979 року двоє членів ультранаціоналістичної організації «Сірі вовки», Орал Челік і Мехмет Алі Агджа (який пізніше стріляв у Івана Павла ІІ), вбили Абді Іпекчі в його машині, коли той повертався додому з офісу перед його квартирою в Стамбулі. Агджу спіймали за допомогою інформатора, його засудили до довічного ув'язнення. Через шість місяців перебування у військовій в'язниці Стамбула, Агджа втік за допомогою військових офіцерів і «Сірих Вовків», спочатку переховувався в Ірані, а потім в Болгарії, яка тоді була базою для операцій турецької мафії.
За словами репортера Люсі Комісар, Мехмет Алі Агджа вчинив вбивство разом з Абдуллою Чатлі, який «потім нібито допоміг організувати втечу Агджи з в'язниці, а деякі припускають, що Чатлі навіть був причетний до замаху на папу римського». Пізніше Агджа став знаний своїм невдалим замахом на папу Івана Павла II 13 травня 1981 року. За даними Рейтер, Агджа «втік за ймовірної допомоги прихильників зі служб безпеки».
Письменник Четін Алтан заявляв, що колега-журналіст, колишній офіцер розвідки начальників штабів, Сезай Оркунт, повідомив йому, що таємна контрпартизанська організація вбила Іпекчі за наказом начальника відділу ЦРУ в Туреччині. Іпекчі дізнався, що контрпартизани залучали цивільних до підпільної антикомуністичної організації без відома начальника турецького штабу. Він знав, що контрпартизани підпорядковуються ЦРУ, керівником якого на той час був Пол Гензе. Тому Іпекчі попросив Гензе припинити незаконну діяльність ЦРУ. Інші джерела також називають Генце ініціатором.
Похований на цвинтарі Зінджирлікую. У нього залишилися дружина Сібель, дочка Нюхет і син Седат.

## Спадщина
Вулицю, на якій він жив і був убитий Іпекчі, перейменували на його честь. 1 лютого 2000 року відкрили пам'ятник, встановлений муніципалітетом Шишли біля місця його вбивства. Над яким працював архітектор Ерхан Ішезен, а бронзова скульптура висотою 3,5 м, створена Гюрдалом Дуяром, стоїть на гранітній основі висотою 0,70 м. На меморіалі зображено погруддя Іпекчі, який тримають один студент і одна студентка з голубом на вершині, що символізує мир.
Багатоцільова крита спортивна арена Туреччини Abdi İpekçi Arena, розташована в Стамбулі, також названа на його честь.
1981 року засновали «Премію миру та дружби Іпекчі», якою вшановують людей, які покращили відносини між Грецією та Туреччиною. Нагорода надається кожні два роки на ротаційній основі в Афінах і Стамбулі. Серед одержувачів були письменник Дідо Сотіріу у 1983 році та фотограф Нікос Економопулос.
2000 року Іпекчі назвали одним із 50 героїв світової свободи преси за останні 50 років від Міжнародного інституту преси.